# Euploea iphianassa
Euploea iphianassa är en fjärilsart som beskrevs av Butler 1866. Euploea iphianassa ingår i släktet Euploea och familjen praktfjärilar. Inga underarter finns listade i Catalogue of Life.